# Adriel d’Avila Ba Loua
Adriel D'Avila Ba Loua (født 25. juli 1996) er en ivoriansk fodboldspiller, der tidligere har spillet for Stade Malherbe Caen.

## Karriere

### Tidlig karriere
Ba Loua begyndte sin karriere i klubben ASEC Mimosas i hjembyen Abidjan i Elfenbenskysten - en klub der tidligere har udviklet spillere som Salomon Kalou og Yaya Touré og Kolo Touré. Ba Loua starede i ungdomsafdelingen som 11-årig og kom i førsteholdstruppen som 16-årig. Han fik to sæsoner på klubbens førstehold.

### LOSC Lille
I sommeren 2015 lokkede Hervé Renard ham til den franske storklub Lille på en lejeaftale. Renard stod i spidsen for Elfenbenskystens landshold, før han i sommeren 2015 blev træner i Lille. Desværre blev Renard fyret efter tretten kampe for den franske klub, og den nye træner så ikke det samme potentiale i Ba Loua.

### Vejle Boldklub
I sommeren 2016 skiftede Ba Loua til Vejle Boldklub. Offensivspilleren var én af mange nye ansigter i den jyske traditionsklub, som i denne sommer blev opkøbt af Andrei Zolotko. Ba Loua var fast mand i sin første halvsæson i klubben og spillede alle kampe i 1. division. Efter vinterpausen mistede han sin faste plads, men missede dog kun tre kampe i sæsonen. Han forlod klubben efter to sæsoner.

## International karriere
Ba Loua er noteret for U-landskampe for Elfenbenskysten på U-20-niveau. Han har desuden været repræsenteret U-23-landsholdet i sin tid i Vejle Boldklub.